# Benjamín Prades
Benjamín Prades Reverte (Alcanar, 26 oktober 1983) is een Spaans wielrenner die anno 2024 rijdt voor de Japanse ploeg VC Fukuoka. Zijn jongere broer Eduard is ook wielrenner.

## Overwinningen
2015
1e etappe Ronde van Ijen
Puntenklassement Ronde van Ijen
4e etappe Ronde van Japan
2e etappe Ronde van Kumano
Eindklassement Ronde van Kumano
2016
2e etappe Ronde van Ijen
5e etappe Ronde van Flores
Puntenklassement Ronde van Flores
2017
Eind- en bergklassement Ronde van Taiwan
2022
Ronde van Okinawa
2023
Bergklassement Ronde van Kyushu
Mine AKIYOSHI-DAI Karst International Road Race
2024
2e etappe Ronde van Kumano
3e etappe Ronde van Bostonliq
2025
6e etappe Ronde van Japan
4e etappe Ronde van Banyuwangi Ijen
Eindklassement Ronde van Banyuwangi Ijen

## Ploegen
- 2014 –  Matrix Powertag (vanaf 1-3)
- 2015 –  Matrix Powertag
- 2016 –  Team UKYO
- 2017 –  Team UKYO
- 2018 –  Team UKYO
- 2019 –  Team UKYO
- 2020 –  Team UKYO
- 2022 –  Team UKYO (vanaf 18-10)
- 2023 –  Team UKYO
- 2024 –  VC Fukuoka
- 2025 –  VC Fukuoka

Araque · Hatanaka · Hirai · Hiratsuka · Hucker · Koishi · Kreder · de Maar · Nakai · Prades · Pujol · S. Tokuda · T. Tokuda · Yokotsuka · Yoshioka